# Ermita de la Virgen de la Peña (Aniés)

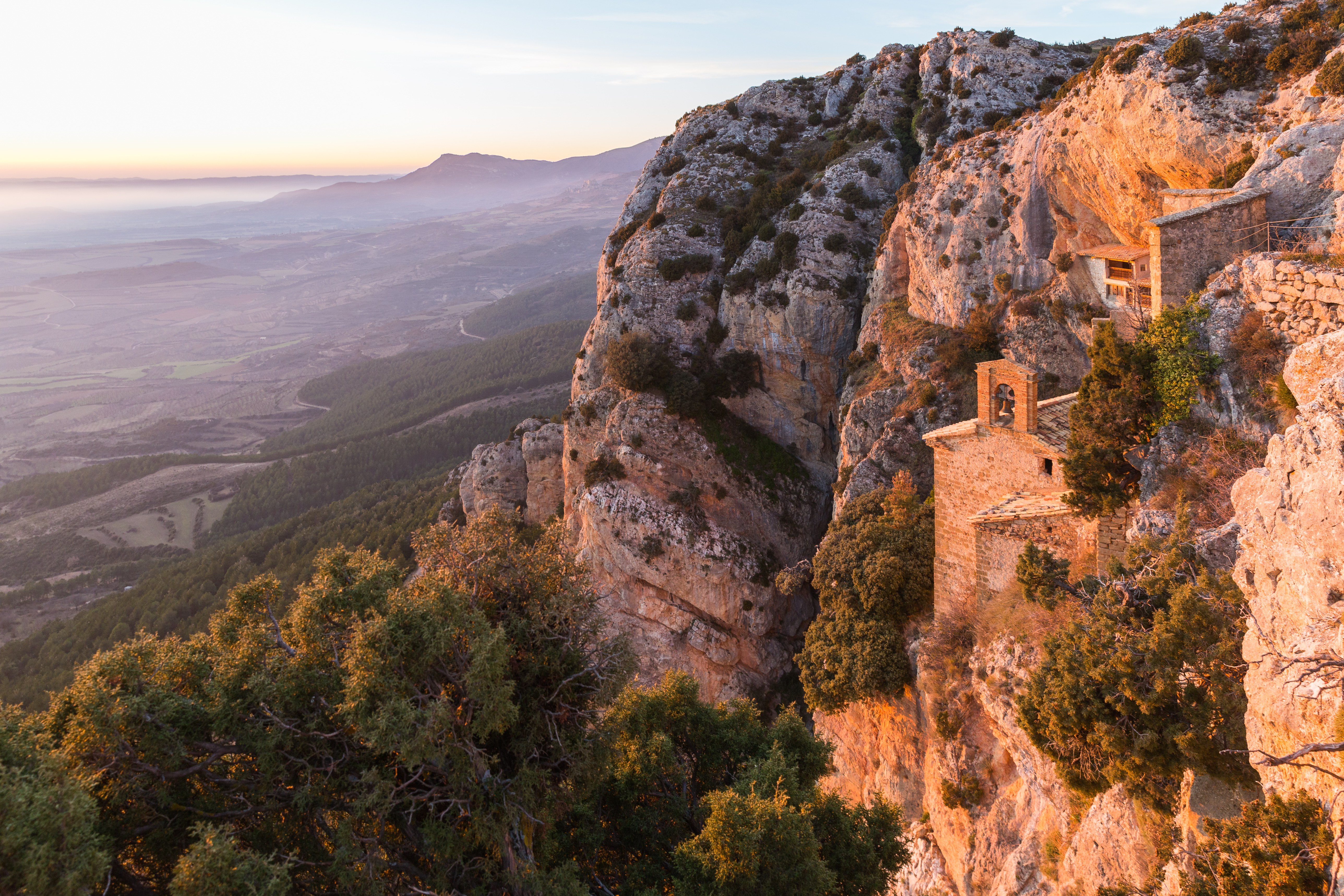
Ermita de la Virgen de la Peña en Aniés, La Sotonera.

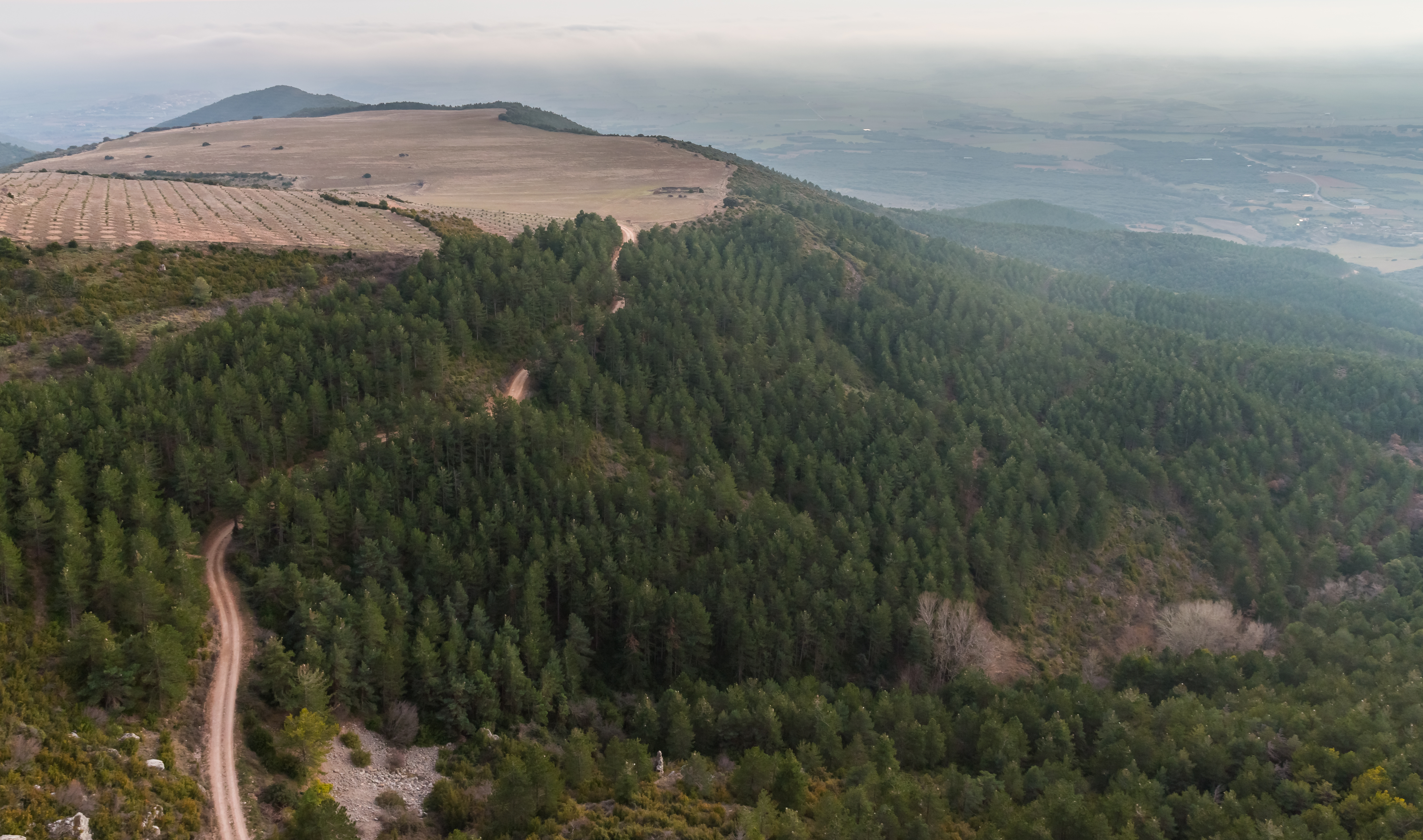
Vista del Lugar de Interés Comunitario de las sierras de Santo Domingo y Caballera desde la ermita.

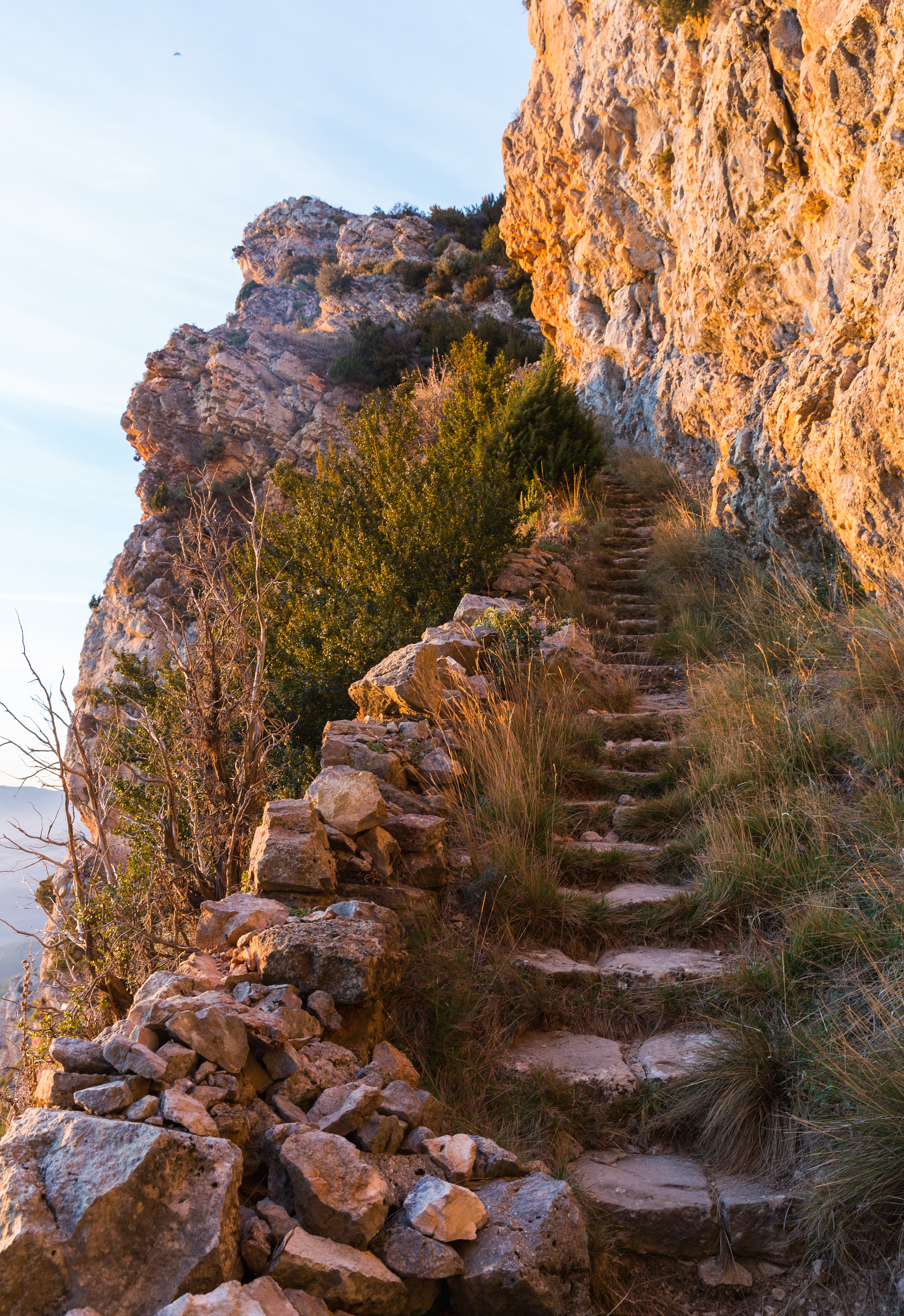
Sendero de acceso al santuario.

La Ermita de la Virgen de la Peña es un monasterio católico y sitio santo situado en los cerros que rodean la localidad de Aniés, perteneciente al municipio de La Sotonera, en la provincia de Huesca, Aragón, España.
Las partes más antiguas del santuario datan de la época romana, mientras que otras fueron construidas en el siglo XIII. La ermita es solo accesible a pie, por medio de un empinado sendero a través de un bosque y a través de cuevas en la montaña.